# 셰리 스트링필드
셰리 스트링필드(Sherry Stringfield, 1967년 6월 24일 ~ )는 미국의 배우이다.

## 출연 작품
- 더 롱 사이드 오브 라이트 (2016)
- 런어웨이 (2014)
- 본 투 레이스 (2011)
- 백 (2009) - 셰릴 마일스-버크 역
- 스텝파더 (2009)
- 포페이트 (2007)
- 컴퍼니 타운 (2006)
- 샤크 (2006)
- 캐서린의 귀향 (2000)
- 뉴욕의 가을 (2000) - 사라 역
- 스튜디오 54 (1998)
- ER (1994)
- 뉴욕경찰 24시 (1993)